# 花崗岩

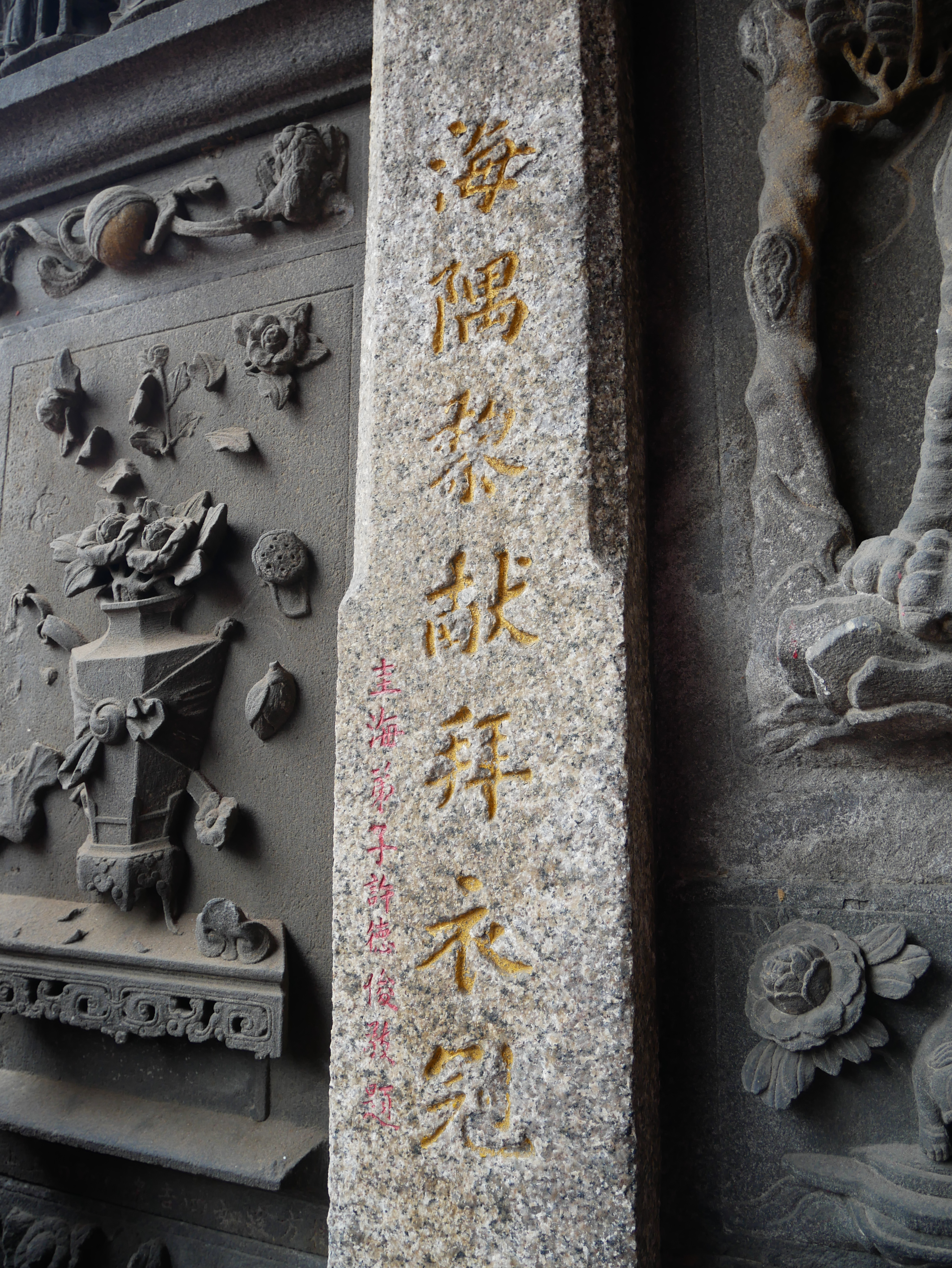
臺灣苗栗縣竹南鎮中港慈裕宮內花岡岩方柱上的楹聯，許德俊所書

花岡岩（英語：Granite，由拉丁文granum而来，意指顆粒。）又作花崗岩、花岗石，香港又稱麻石。花崗岩是一種粗粒（顯晶質）的侵入性火成岩，主要由石英、鹼長石和斜長石組成。它形成於含有高硅和鹼金屬氧化物的岩漿，在地下緩慢冷卻和凝固過程中形成。花崗岩在地球的大陸地殼中很常見，主要存在於火成岩侵入體中。這些侵入體的大小從幾厘米寬的岩脈到覆蓋數百平方公里的岩床不等。
花崗岩主要由粗粒石英和長石以不同比例組成。這些岩石根據其中石英、鹼長石和斜長石的相對百分比進行分類（QAPF分類），真正的花崗岩富含石英和鹼長石。大多數花崗岩類岩石也含有雲母或角閃石礦物，儘管少數（稱為白雲岩）幾乎不含暗色礦物。
花崗岩幾乎總是堅硬、堅固且無內部結構（塊狀），因此在人類歷史上廣泛用作建筑材料。

## 形成
花崗岩是岩漿在地下深處經冷凝而形成的深层酸性火成岩，部分花崗岩為岩漿和沉積岩經變質而形成的片麻岩類或混合巖化的岩石。根據世界各地2485份花崗岩中不同化學成分比例平均，依所佔重量百分比由重到輕為：
- SiO2 — 72.05%
- Al2O3 — 14.42%
- K2O — 4.12%
- Na2O — 3.69%
- CaO — 1.82%
- FeO — 1.68%
- Fe2O3 — 1.22%
- MgO — 0.71%
- TiO2 — 0.30%
- P2O5 — 0.12%
- MnO — 0.05%

不同品種的礦物成份不盡相同，還可能有含輝石和角閃石。花崗岩質地堅硬緻密、強度高、抗風化、耐腐蝕、耐熱、耐磨損、吸水性低，美麗的色澤還能保存百年以上，是建築的好材料。花崗岩石材按色彩、花紋、光澤、結構和材質等因素，分不同級次。台灣經濟部礦務局將花崗岩分為黑色系、棕色系、綠色系、灰白色系、淺紅色系及深紅色系六類。

## 物理特性
- 密度：2790–3070 kg/m3
- 抗壓強度：1000–3000 kg/cm2
- 彈性模量：1.3-1.5x10^6 kg/cm2
- 吸水率：0.13 %
- 肖氏硬度：> HS 70
- 比重：2.6～2.75

## 產地
花崗岩是一種分佈非常廣的一種岩石，世界上有許多國家都有出產花崗岩。中國9％的土地（約80多萬平方公里）都是花崗岩巖體。
下列是各種不同的花崗岩及它的產地：
- 亞洲
  - 越南 ：玉麒麟
  - 印度：宮廷石、印度中花、咖啡珍珠、蒙地卡羅、印度黑金
  - 中國：山西黑（山西）、玄武黑（福建）、高源红（福建）、泰山紅（山東）、岑溪紅（廣西）、大紅梅（海南島）、中國紅（四川）、黑金剛（內蒙古）、豆綠（江西）、青底綠花（安徽）、雪裡梅（河南）泌阳红（河南）
- 美洲
  - 加拿大：秋季棕
  - 美國：美國白麻、德州紅
  - 巴西：高蛟紅、綠蝴蝶
- 歐洲
  - 瑞典：瑞典桃木石
  - 挪威：藍珍珠
  - 葡萄牙：貓灰石
  - 西班牙：玫瑰紅
  - 芬蘭：小翠紅、老鷹紅、卡門紅、綠瑪寶、菊花崗
- 非洲
  - 南非：南非紅、森林藍

## 用途
花崗岩得天獨厚的物理特性加上它美麗的花紋使他成為建築的上好材料，素有「岩石之王」之稱。在建築中花崗岩從屋頂到地板都能使用，把它壓碎還能製成水泥或岩石填充壩。許多需要耐風吹雨打或耐受度需求高的地方或物品都是由花崗岩製成的。像是北京天安門前人民英雄紀念碑和臺北中正紀念堂的牌匾都是花崗岩做的。
花崗岩堅硬難以破壞的特性也在軍事用途上發揮不少作用，它是芬兰岩石地表層中最常見的石頭种类，在1940年冬季战争中，芬兰曾沿着曼纳海姆防线上放置花崗岩巨石来阻挡苏联坦克的进攻。當1989年为每个芬兰行政区推選代表性主的石头时，制订候选名单的評委会一致认定花岡岩凭其独特的地位无愧为代表整个芬兰的国石。不少地下軍事基地也利用此岩石建構，如金門的地下碉堡，瑞典穆斯克基地甚至還建造地下船塢供軍艦安全維修。

## 品种
装饰花崗石磨光板材光亮如镜，有华丽高贵的装饰效果。常见的花崗石磨光板品种有：
- 红色系列：四川红、石棉红、岑溪红、虎皮红、樱桃红、平谷红、杜花岗石、鹃红、玫瑰红、贵妃红、鲁青红、连州大红等。
- 黄红色系列：岑溪桔红、东留肉红、连州浅红、兴洋桃红、兴洋桔红、浅红小花、樱花红、珊瑚花、虎皮黄等。
- 花白系列：白石花、白虎涧、黑白花、芝麻白、花白、岭南花白、 济南花白、四川花白等。
- 黑色系列：淡青黑、纯黑、芝麻黑、四川黑 、烟台黑、沈阳黑、长春黑等。
- 青色系列：芝麻青、米易绿、细麻青、济南青、竹叶青、菊花青、 青花、芦花青、南雄青、攀西兰等。

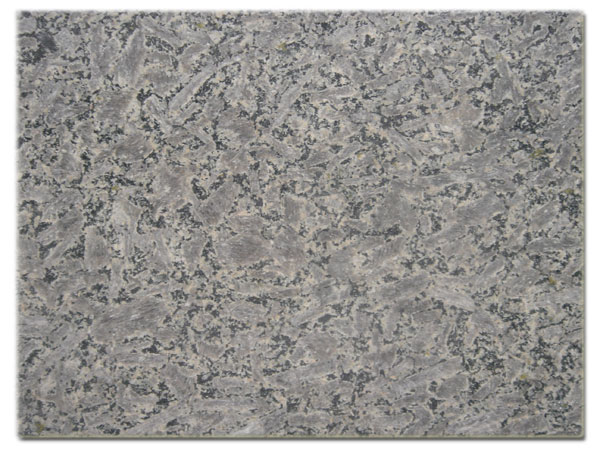
Unicom（越南）中文名稱：玉麒麟
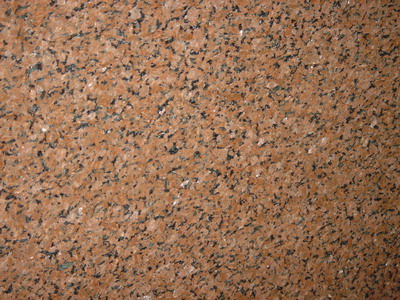
Maron Guaiba（巴西）中文名稱：高蛟紅
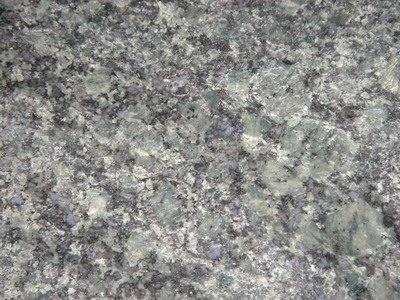
Fobst Blus（南非）中文名稱：森林藍

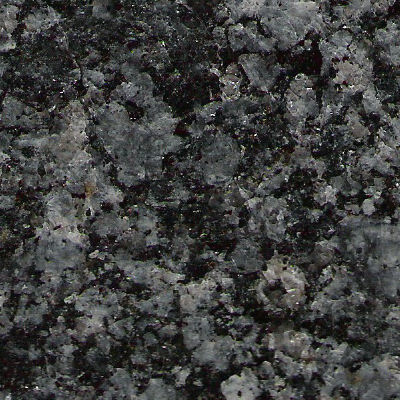
Azul Noce（西班牙）
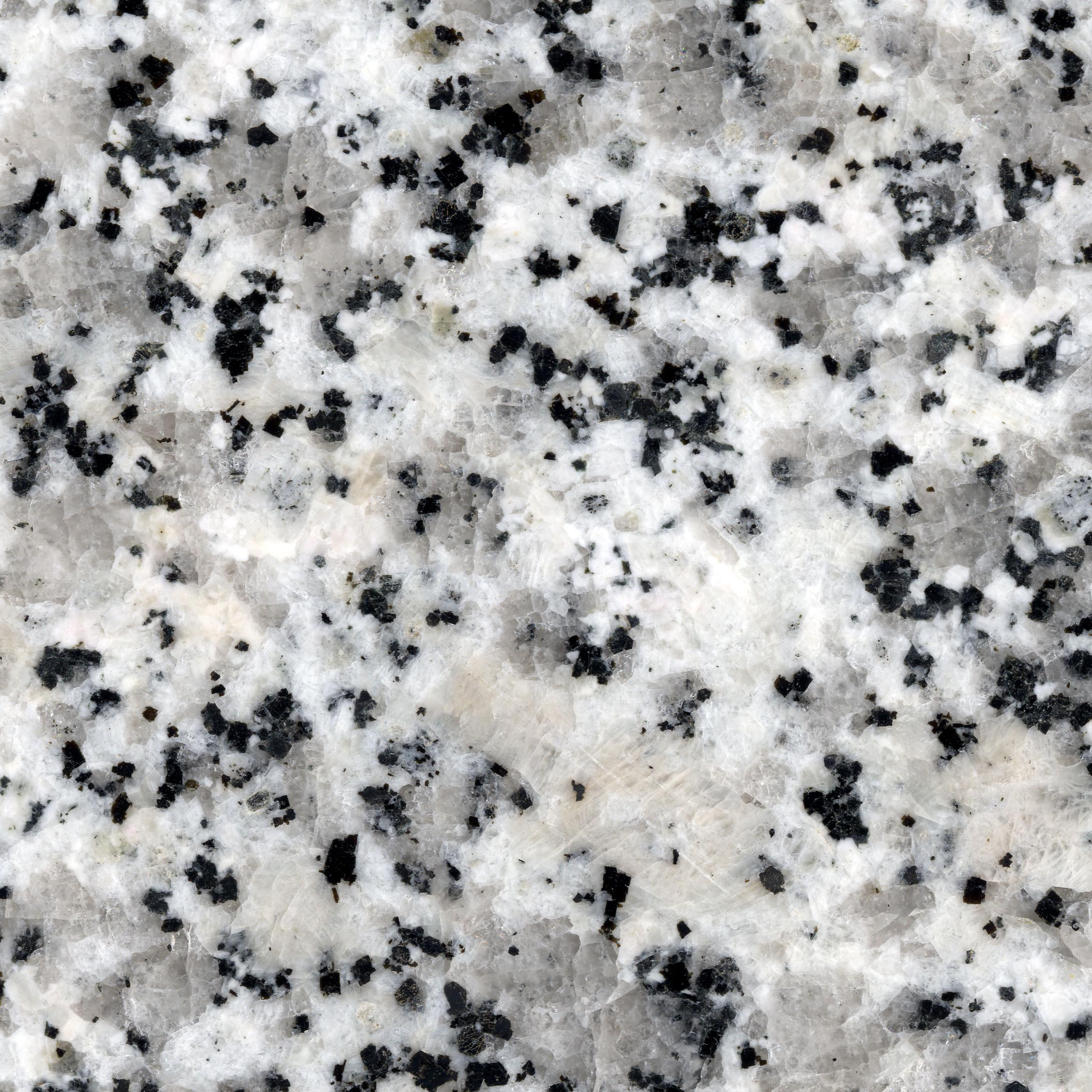
Bianco Tarn（法国）
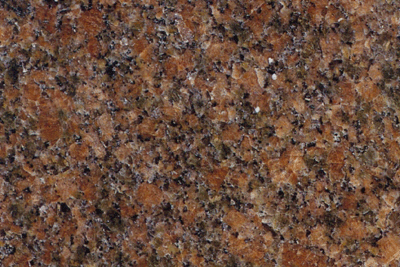
Bohus Röd（瑞典）
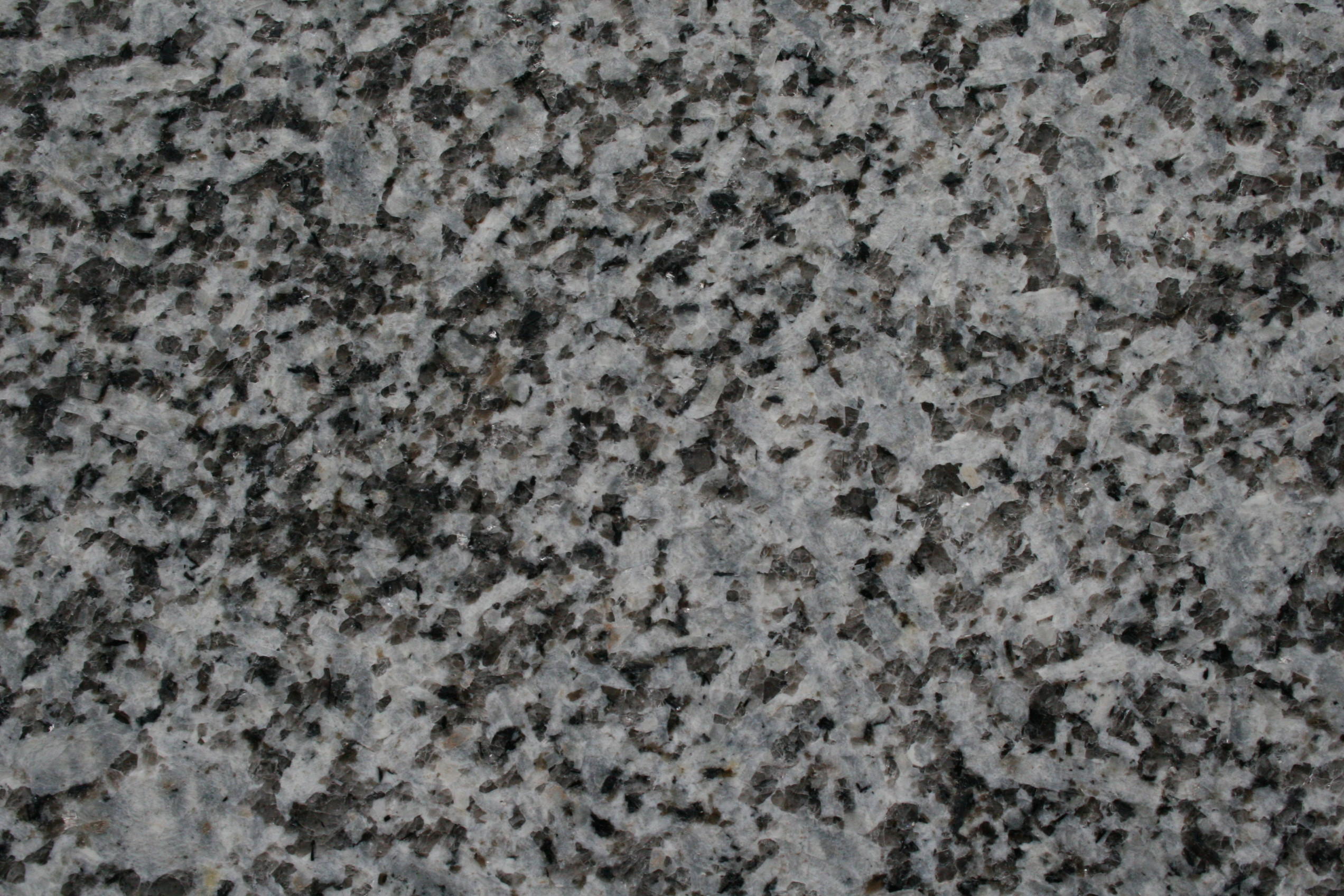
Flossenbürg（德国）